# Júzcar
Júzcar é um município da Espanha na província de Málaga, comunidade autónoma da Andaluzia, de área 33 km² com população de 193 habitantes (2004) e densidade populacional de 5,96 hab/km².
Em 2011, Júzcar foi escolhida pela Sony Pictures como cenário para a estreia de seu filme The Smurfs. Como parte de uma campanha para promover o filme, a Sony pintou toda a vila na cor azul, utilizando 4.200 litros de tinta. A cidade que antes recebia cerca de 300 turistas por ano, chegou a receber mais de 80 mil visitantes em 2011. Em 2017, Júzcar perdeu em uma ação judicial o direito de promover o turismo utilizando referências aos Os Smurfs, no entanto, o município permanece todo azul até os dias de hoje.

## Demografia
| Variação demográfica do município entre 1991 e 2004 | Variação demográfica do município entre 1991 e 2004 | Variação demográfica do município entre 1991 e 2004 | Variação demográfica do município entre 1991 e 2004 |
| --------------------------------------------------- | --------------------------------------------------- | --------------------------------------------------- | --------------------------------------------------- |
| 1991                                                | 1996                                                | 2001                                                | 2004                                                |
| 252                                                 | 219                                                 | 223                                                 | 201                                                 |